# Neues Rathaus (Magdeburg)

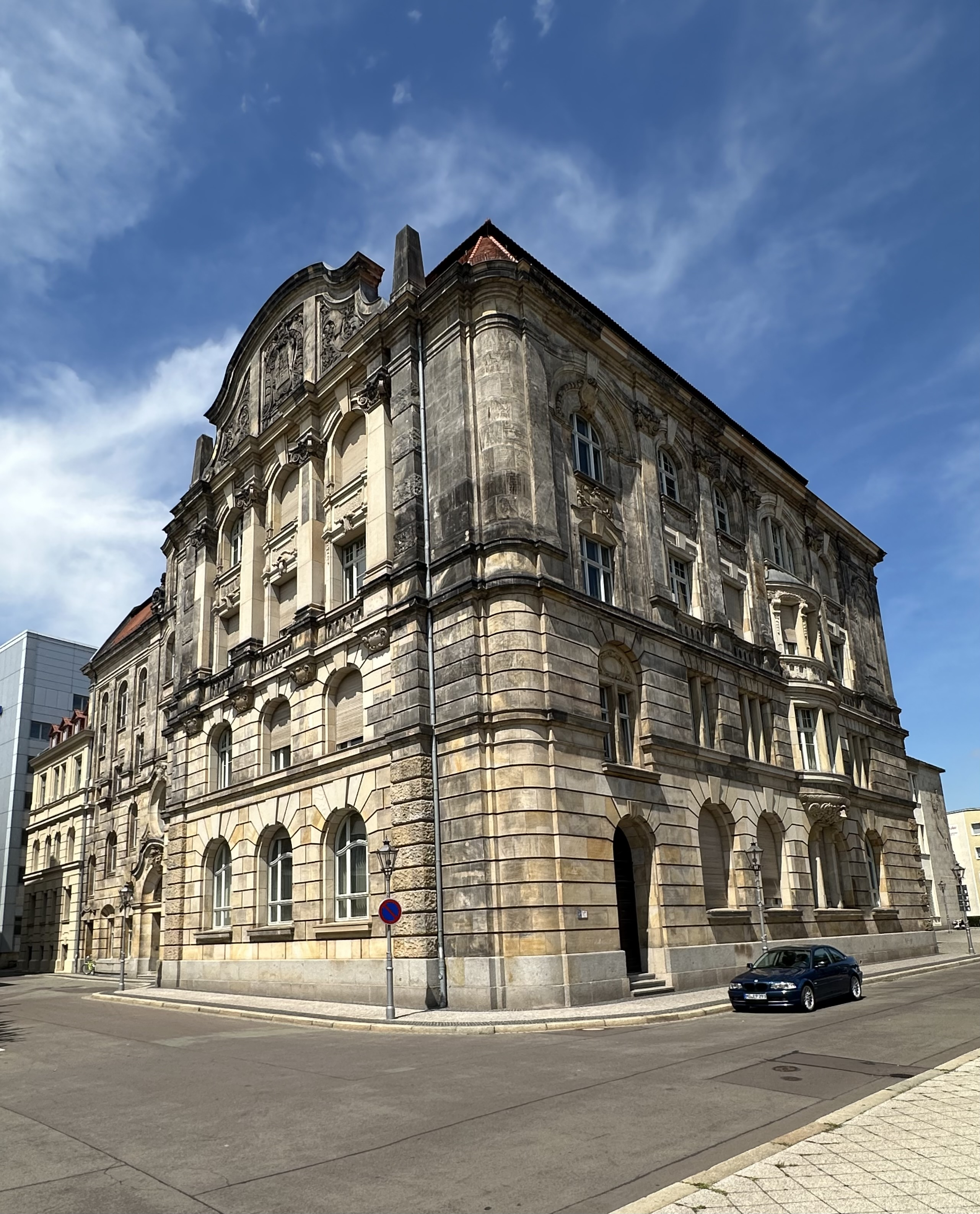
Neues Rathaus, 2024

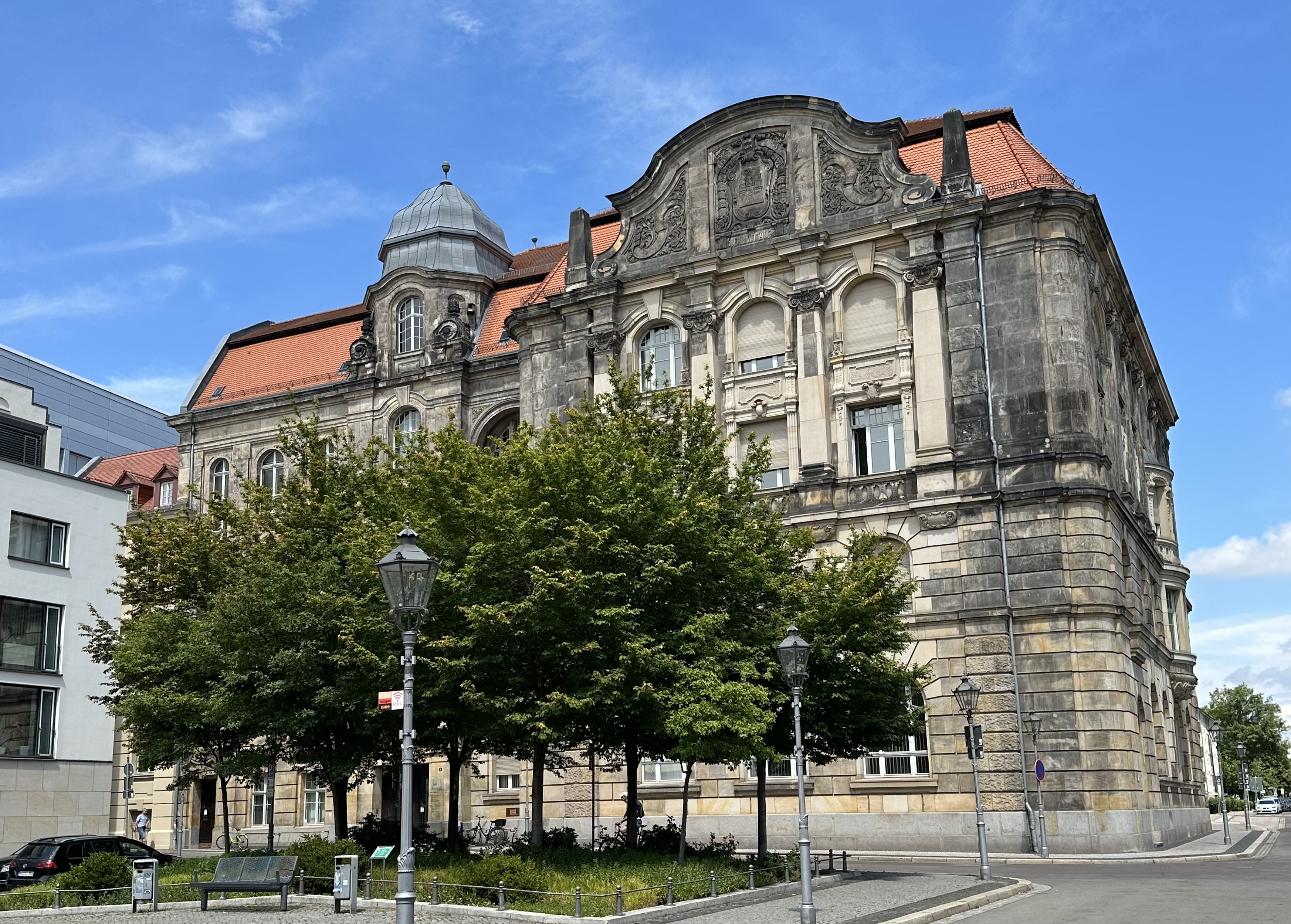
Südfassade

Das Neue Rathaus ist ein denkmalgeschütztes Verwaltungsgebäude in Magdeburg in Sachsen-Anhalt.

## Lage
Das Haus befindet sich auf der Nordseite des Platzes Bei der Hauptwache nordöstlich des Alten Markts in der Magdeburger Altstadt, an der Adresse Bei der Hauptwache 4 bis 6. Südlich – auf der gegenüberliegenden Seite des Platzes – steht das Alte Rathaus. Unmittelbar nordöstlich des Gebäudes wurde der Eisenbarthbrunnen aufgestellt.

## Geschichte

### Vorgängerbebauung
Vor der Errichtung des heutigen Gebäudes befanden sich dort, von Ost nach West, die Häuser Bei der Hauptwache 4, 5 und 6.
Das Haus Nummer 4 war als Schenkhaus Zur scharfen Ecke bekannt. Es gab die Vermutung, der Name würde daher rühren, dass hier während der Zerstörung am 10. Mai 1631 ein scharfes Gefecht stattgefunden habe. Tatsächlich ist der Name jedoch älter und wurde schon zuvor verwendet. Vermutlich ergab er sich aus der markanten Ecklage zwischen südlichem Platz Bei der Hauptwache, der nach Osten abgehenden Großen Marktstraße, dem nach Norden führenden Neuen Weg und der nach Nordwesten führenden Apfelstraße. 1631 befanden sich auf der Fläche der Nummer 4 wohl zwei Häuser. Eines gehörte Gabriel zur scharfen Ecke, das andere Weinschenk Franz Kunze. Später gehörte die Schänkstätte Andreas Kramer (möglicherweise auch Asmus Kramer). Im Jahr 1670 erwarb sub hasta Johann Pohlmann die Fläche und veräußerte sie 1674 für 170 Taler an den Broihansschenk Christoph Gieseler. Gieseler nahm wieder den Betrieb als Schenkhaus auf. Seine Erben verkauften 1703 das Gebäude für 1300 Taler an den Schenk Christian Gieseler. Um 1900 gehörte das Gebäude der Rentnerin Luise Weber, geborene Harms. Im Haus war unter anderem eine Hefehandlung sowie ein Möbel- und ein Blumengeschäft.
1631 gehörte das Haus Nummer 5 dem Bürgermeister David Brauns. Er blieb bis zu seinem Tod 1657 Eigentümer. Auf ihn folgte seine Witwe, die auch noch 1670 Eigentümerin war. 1674 erbte es von ihr Gottfried Rosenstock, der es dem Rat verkaufte. Die Stadt richtete im Haus eine Kommandantur ein. Kommandant Oberst Duplessis wohnte 1680 im Haus. Die Nutzung als Kommandantur dauerte sehr lange an. Es folgte die königliche Intendantur und eine Zeitlang auch ein Polizeibüro. In gewissem Sinne führt das an gleicher Stelle nun untergebrachte Ordnungsamt diese Tradition fort. Das Gebäude war dreigeschossig und acht Achsen breit. Aufgrund einer Kabinettsorder wurde es 1836 an den Militärfiskus übertragen, gelangte später jedoch wieder in städtisches Eigentum. Es diente kommunalen Verwaltungszwecken. So war hier 1903 die Gartenbauverwaltung untergebracht. Außerdem bestand das Büro der Invaliditäts- und Altersversicherung, der Stadtausschuss des Stadtkreises sowie das Begräbnisbüro.
Die Nummer 6 gehörte im Jahr 1631 vermutlich der Witwe von Klaus Delitz. In der Zeit bis 1651 wurde die Stätte vom schwedischen Schuhflicker Nikolaus Martin neu bebaut, der auch noch 1663 Eigentümer war. Später gehörte das Haus dem Schuster Friedrich Kothsen, 1683 dann seiner Witwe. 1686 und auch noch 1699 gehörte es dem Schneider Georg Timme, 1720 dem Bortenwirker Georg Christoph Volborth (auch Vollbart). 1903 war die Witwe Dorothee Quasig Eigentümerin.

### Heutiges Gebäude
Auf Antrag des Magistrats beschloss die Stadtverordnetenversammlung am 26. Februar 1903 den Ankauf der zum städtischen Grundstück Nummer 5 benachbarten Grundstücke 4 und 6 sowie die Häuser Katzensprung 6 und 7. Ziel war die Errichtung eines auch für Verwaltungsaufgaben nutzbaren Gebäudes, das die sehr beengten Verhältnisse im Alten Rathaus und im 1889 bis 1891 errichteten Verwaltungsbau Spiegelbrücke 1/2 entlasten sollte. Kurz darauf wurden die Gebäude abgerissen, um so Platz für den Neubau zu schaffen.

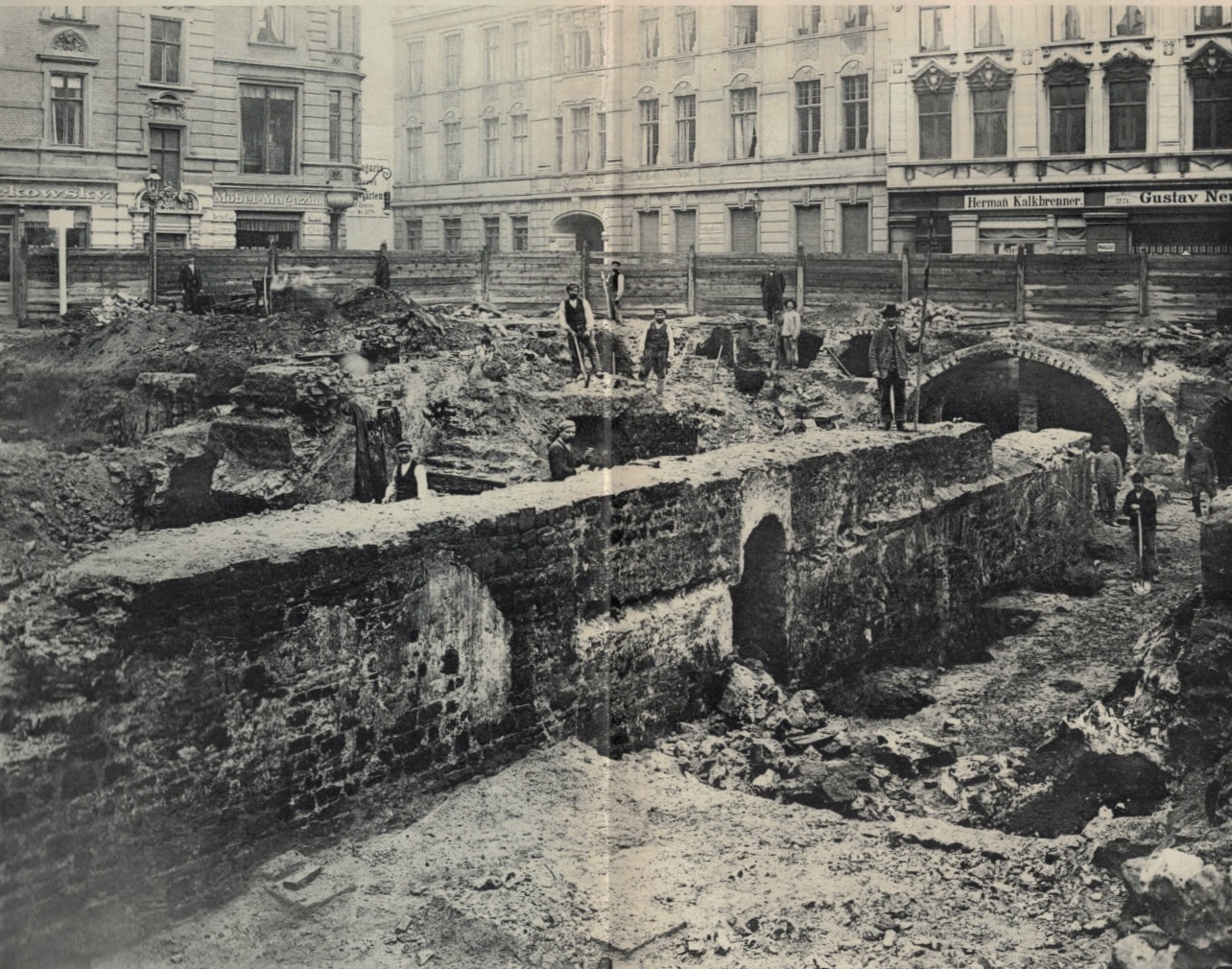
Baugrube des Neuen Rathauses mit dem Rest der Stadtmauer, 1905

Das Gebäude entstand in den Jahren 1905/1906. Bei Aushebung der Baugrube wurde eine von West nach Ost durch die Grube verlaufende, etwa einen Meter starke Mauer aus Bruchsteinen gefunden, die als Teil der ältesten historischen Stadtmauer gedeutet wurde und danach aus der Zeit vor dem 9. Jahrhundert stammen müsste. Unter dem Haus 6 ging sie rechtwinklig nach Süden weiter. In dem 36 Meter langen Mauerstück befanden sich drei Überwölbungen mit Segmentbögen, die aus keilförmigen Steinen gebildet wurden. Die Bögen befanden sich sehr weit unten in der Mauer, nahe der Sohle des Fundaments. Ihr Zweck ist unklar. Die Mauer war in die Keller der Häuser 4 bis 6 vollständig ein- und überbaut. Die Kellergewölbe stützen sich gegen die Mauer. Die Mauer wurde dokumentiert, dann jedoch im Zuge des Baufortschritts abgerissen. Auf der Nordseite der Mauer fanden sich Reste eines Anbaus, der als unterer Teil eines Wartturms gedeutet wurde, der möglicherweise ein in der Nähe befindliches Tor schützte. Unmittelbar östlich des Anbaus wurden Reste eines kapellenartigen Raums mit apsidenartiger Erweiterung auf der Westseite gefunden. Es wurde vermutet, dass die verwendeten Grauwackesteine aus Steinbrüchen im Bereich der späteren Neustadt stammten. Die Mauer war an dieser Stelle ursprünglich als doppeltes Mauerwerk, mit den glatten Seiten jeweils nach außen, ausgeführt. Die beiden Mauern standen etwa 5,25 Meter voneinander entfernt. Der Zwischenraum war später durch die Tonnengewölbe der darüber errichteten Häuser ausgefüllt. Über dem Osteingang zum Gebäude wurde zur Erinnerung an die Mauer die Inschrift Errichtet auf dem Grunde der ersten Stadtmauer angebracht.
Mit Beschluss der Stadtverordnetenversammlung vom 15. Mai 1907 wurde die Raumaufteilung festgesetzt. Das Erdgeschoss wurde danach von der Stadtsparkasse Magdeburg genutzt. Sie nutzte insgesamt etwa ein Drittel des Gebäudes. Der Zugang zum Sparkassenbereich führte durch den Haupteingang. Gegenüber des Eingangs erstreckte sich eine große Schalterhalle. Im ersten Obergeschoss waren hingegen Einrichtungen der Stadtverwaltung untergebracht, so auch das Standesamt Altstadt, das Begräbnisbüro und das Kaufmanns- und Gewerbegericht. Einrichtungen der Bildungsverwaltung wie Schulsekretariat, die Stadtschulräte, der Turninspektor und die Schulregistratur aber auch das Stadtarchiv und die Stadtbibliothek befanden sich im zweiten Obergeschoss. Das dritte Obergeschoss war dem Statistischen Amt und der Gartenverwaltung vorbehalten. Darüber hinaus befanden sich auch hier Räume von Archiv und Bibliothek. Im Gebäude waren für Archiv und Bibliothek für die Bauzeit moderne Regalsysteme eingebaut. Das oberste Geschoss wurde aus Gründen des Brandschutzes mit einer massiven Decke zum Dachraum hin abgegrenzt. Der Zugang zu Standesamt, Stadtbibliothek und Statistischem Amt erfolgte über den Eingang an der Ostseite des Hauses.
Die Gestaltung der Räume des Standesamtes erfolgte durch den Lehrer an der Kunstgewerbeschule Albin Müller, der sich gerade länger in Darmstadt aufhielt und trotzdem sich engagiert mit der Gestaltung des Trauzimmers befasste und zur Begutachtung anreiste. Im Zimmer befand sich ein freistehender Blumentischbrunnen mitsamt Wasserzu- und ablauf.
Ab November 1907 wurde das Haus dann nach und nach bezogen, zunächst von der Garten und Schulverwaltung sowie dem Statistischen Amt. Sparkasse und Stadtausschuss zogen im Dezember 1907 ein, Anfang Januar 1908 folgte das Standesamt, Mitte Januar/Anfang Februar die Stadtbibliothek, mit ihren damals etwa 37.700 Bänden. Für den Publikumsverkehr wurde die Bibliothek am 17. Februar 1908 eröffnet. Vom 5. bis 13. Februar bezog das Stadtarchiv seine neuen Räume, die sich dann vom ersten bis zum dritten Obergeschoss befanden. Das vierte Obergeschoss wurde als Reservemagazin vorgehalten.
Da im Haus auch diverse Ämter der Stadt Magdeburg untergebracht wurden, wurde das Haus früh, belegt schon ab dem Jahr 1909, in der Öffentlichkeit auch als Neues Rathaus, als Unterscheidung zum historischen Alten Rathaus, bezeichnet. Selbst in den Planungsunterlagen wurde es zum Teil schon als Neues Rathaus, aber auch Rathaus III oder drittes Rathaus bezeichnet. Die Bezeichnung Neues Rathaus wurde jedoch nicht einheitlich genutzt, sondern auch Umschreibungen wie neues Geschäftshaus oder neues Sparkassengebäude.
Schon früh bestanden Überlegungen zu einer Erweiterung des Hauses. Der Kundenverkehr in der Sparkasse hatte so zugenommen, das es zu Wartezeiten von drei bis vier Stunden kam. Auch der Raumbedarf von Bibliothek und Archiv wuchs beständig. In Abstimmung mit der Sparkasse entschied die Stadt daher die Grundstücke nördlich des Hauses, Apfelstraße 5 bis 10b, Neuer weg 18, 20 und 21 sowie Katzensprung 10 zu erwerben. Tatsächlich wurde der Ankauf auch durchgeführt. Der Erwerb des Grundstücks Apfelstraße 9, bekannt als ehemaliger Standort des Hauses von Dr. Eisenbarth, war bereits seit 1915 vereinbart und wurde im Oktober 1919 umgesetzt. Die Erweiterungspläne konnten jedoch aus finanziellen Gründen zunächst nicht umgesetzt werden. Der 1920 eingestellte Gaststättenbetrieb in den Richardts Festsälen in der Apfelstraße 9, wurde daher 1924 unter dem Namen Altstädter Bürgersäle wieder aufgenommen. Das Gebäude gehörte jedoch weiterhin der Stadt. Zeitweise war hier die Krankenkasse der Stadt ansässig. Bemerkenswert war auch der inmitten der Häuser bestehende idyllische Garten des Hauses.
Anfang 1923 nahm die Girozentrale-Kommunalbank als Bankanstalt des Sparkassen- und Giroverbandes für die Provinz Sachsen, Thüringen und Anhalt ihren Sitz im Haus. Die Nutzung als Sparkasse wurde jedoch aufgegeben. Durch einen Gebäudetausch verzog die Sparkasse in die Große Münzstraße 6. Nach einer Fusion war das Haus dann Sitz der Mitteldeutschen Landesbank, Girozentrale für die Provinz Sachsen, Thüringen und Anhalt. Nach und nach zogen die städtischen Dienststellen wieder aus dem Gebäude aus. Am 30. Januar 1930 wurde das Standesamt in das Alte Rathaus verlegt. Auch das Büro des zweiten Bürgermeisters, in den 1920er Jahren im Neuen Rathaus ansässig, verzog ins Alte Rathaus. 1934 verlegten dann auch Stadtarchiv und Stadtbibliothek ihren Sitz in das Haus der Loge Ferdinand zur Glückseligkeit.
In den 1930er Jahren wurde das Projekt der Erweiterung wieder aufgenommen. Ab November 1936 wurden die in der Apfelstraße und im Neuen Weg erworbenen Häuser dann tatsächlich abgerissen, darunter auch die Apfelstraße 9. Beim Abriss der Nummer 9 fand man eine Tafel mit der Inschrift Hier wohnte Doktor Eisenbarth von 1703 bis 1727, die heute jedoch nicht mehr vorhanden ist. Die Bewohner bekamen neue Wohnungen in von der Bank finanzierten Neubauprojekten. Der Neubau war 1938 fertig gestellt, die Einweihung fand am 9. Juni 1939 statt. In der im Nordflügel untergebrachten Schalterhalle waren 145 Menschen tätig. Ursprünglich war noch ein weiteres Geschoss vorgesehen. Aufgrund von Problemen des Baumarkts wurde diese Planung jedoch nicht umgesetzt. Ebenfalls nicht zur Ausführung kam der Plan eines Erweiterungsbaus auf der Westseite des Nordflügels. Er sollte vom Nordflügel aus beheizt werden. Aufgrund des Beginns des Zweiten Weltkriegs wurde das Vorhaben jedoch nicht weiterverfolgt.

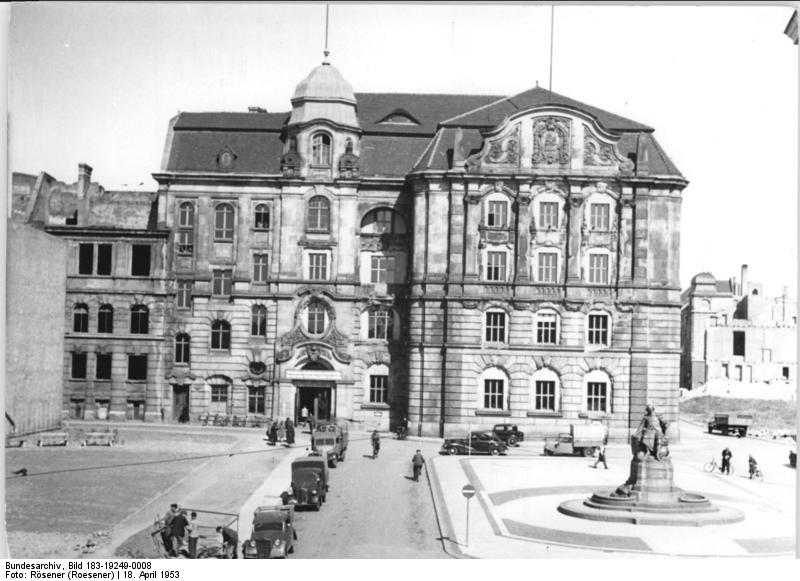
1953

Anders als der größte Teil der Umgebungsbebauung blieb das Gebäude im Zweiten Weltkrieg, wenn auch mit Beschädigungen durch Bombentreffer, erhalten. Das Hauptgebäude war ausgebrannt, der Nordflügel war weniger stark betroffen. In der Folge der Zerstörungen wurde trotzdem dort das ursprüngliche Satteldach des Nordflügels durch ein Flachdach ersetzt. Auch die Fenster wurden verändert.
Schon 1946 wurde im Hauptgebäude die Kämmereikasse und im Nebengebäude die Telefonzentrale untergebracht. Die großen Räume im ersten und zweiten Obergeschoss des Anbaus wurden in kleine Räume unterteilt. Das erste Obergeschoss des Haupthauses wurde für die Hauptverwaltung der Kommunalwirtschaftsunternehmen (KWU) hergestellt. Später kam auch die Grundstücksverwaltung der KWU hier unter. Im Frühjahr 1951 wurde die KWU dann Eigentümerin des Hauses. Darüber hinaus zog das Stadtarchiv zurück ins Gebäude, wobei die Magazine nun im Keller eingerichtet worden waren. Anfang 1955 wurde das Haus als Eigentum des Volkes/Rat der Stadt eingetragen. Das ehemalige Bankgebäude wurde zum reinen städtischen Verwaltungsbau. So nahmen hier auch die örtliche Versorgungswirtschaft und die Abteilungen Staatliches Eigentum und Finanzen ihren Sitz. Zeitweise war auch wieder das Standesamt ansässig, später die Urkundenstelle des Standesamtes. Weitere Einrichtungen waren die Abteilung Inneres des Rates der Stadt, das Liegenschaftsamt, die Vervielfältigungsstelle und die Telefonzentrale, die sich hier auch noch Anfang des 21. Jahrhunderts befand. Darüber hinaus hatte der Stadtfunk in den 1950er Jahren im Haus sein Studio. Da Platz fehlte, wurden die bestehenden Räume und auch Teile des Flurs durch Zwischenwände aufgeteilt. Im Haus befanden sich auch die Diensträume des Magdeburger Oberbürgermeisters, bis er 1969 wieder das Alte Rathaus beziehen konnte.
In der Zeit der DDR geriet der Name Neues Rathaus außer Gebrauch. Vielmehr wurde das Gebäude als Haus IV des Rathauses geführt. Häuser I und II waren unterschiedliche Eingänge des Alten Rathauses, Haus III ein in den 1960er Jahren auf der Ostseite des Platzes Bei der Hauptwache in Plattenbauweise errichtetes Gebäude. Diese Bezeichnung blieb auch nach der Friedlichen Revolution des Jahres 1989 in Nutzung.

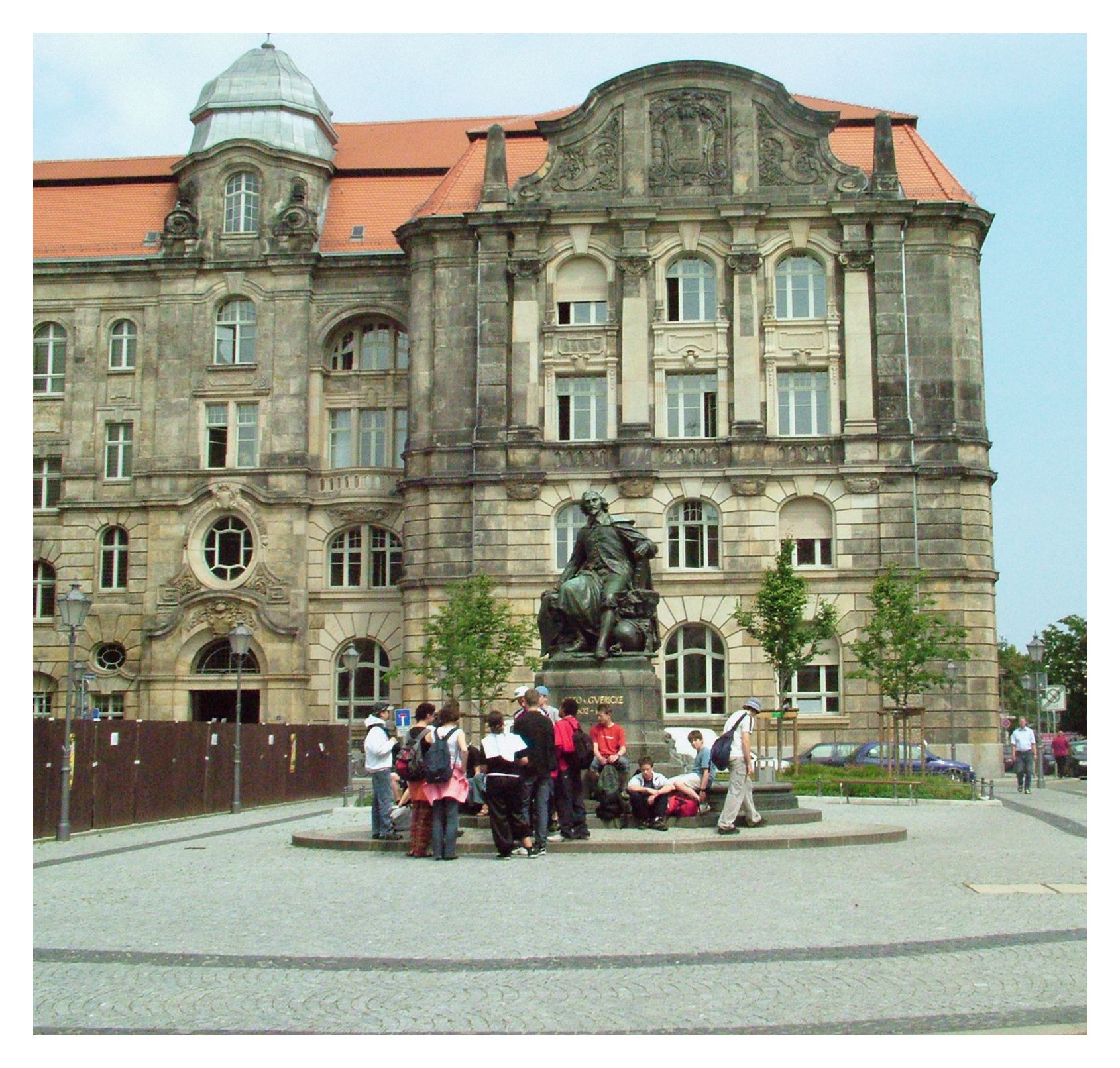
2004

1992 wurden zwei Fahrstühle eingebaut und das hintere südöstliche Treppenhaus entkernt. Es wurde so ein Fluchtweg gesichert sowie das Haus vom Keller bis zum Dachgeschoss erschlossen. 1994/1995 entstanden im ersten und zweiten Obergeschoss neue Toiletten und Teeküchen. Außerdem wurde der Lichtschacht samt seines Daches in die Sanierung einbezogen.
Von 1998 bis 2002 wurde das Haus und insbesondere die Fassade denkmalgerecht saniert. An der Fassade hatten sich erhebliche Mängel eingestellt. Fassadenteile hatten sich gelöst, so dass es Auflagen zur Standsicherheit des Hauses gab. Aus finanziellen Gründen wurden drei Bauabschnitte gebildet und die Süd-, Ost- und Nordseite abgearbeitet. Die Fassade wurde dabei jeweils vollständig abgebaut, die einzelnen Teile katalogisiert, saniert, wo nötig ergänzt und dann wieder aufgebaut. Mit Hilfe fotogrammetrischer Aufmaße wurde die exakte Wiedergabe der Fassadenoberfläche gesichert. Es wurden auch neue Fenster eingebaut. Letztlich wurden auch die Innenräume renoviert. 
Im Jahr 2000 wurde die Hausnummer von 4 bis 6 in 4 geändert. Der Nordflügel wurde bis 2002 vom Liegenschaftsamt genutzt und diente danach noch als Magazin des Stadtarchivs.
Im Zuge der dann erfolgenden Sanierung des Alten Rathauses zog 2003 das Büro des Oberbürgermeisters Lutz Trümper, die Öffentlichkeitsarbeit der Stadt, die Ratsfraktionen und der Behinderten- und der Seniorenbeauftragte ins Haus IV. In dieser Zeit war das Neue Rathaus Zentrum der städtischen Verwaltung. Hier wurden auch die Gäste der Stadt empfangen und Eintragungen in das Goldene Buch vorgenommen.
Mit dem Abriss von Haus III in der Zeit um 2004, verlor die Nummerierung ihre Grundlage. Die Pressestelle der Stadt schlug vor, das Gebäude wieder als Neues Rathaus zu bezeichnen. Der Vorschlag wurde nach einem positiven Votum des Verwaltungsausschusses umgesetzt. Am 17. März 2005 enthüllte der Oberbürgermeister den offiziellen Wegweiser auf dem Platz Bei der Hauptwache der Altes und Neues Rathaus ausweist.
Am 1. November 2005 zogen Bürgermeister und Fraktionen zurück ins Alte Rathaus. Das ebenfalls im Haus lange ansässige Stadtarchiv zog später in ein eigenes Gebäude in der Neuen Neustadt.
Im Gebäude sind weiter Teile der Magdeburger Stadtverwaltung, insbesondere des Ordnungsamtes und seit 2003 die Verwaltungsbibliothek untergebracht.

## Architektur

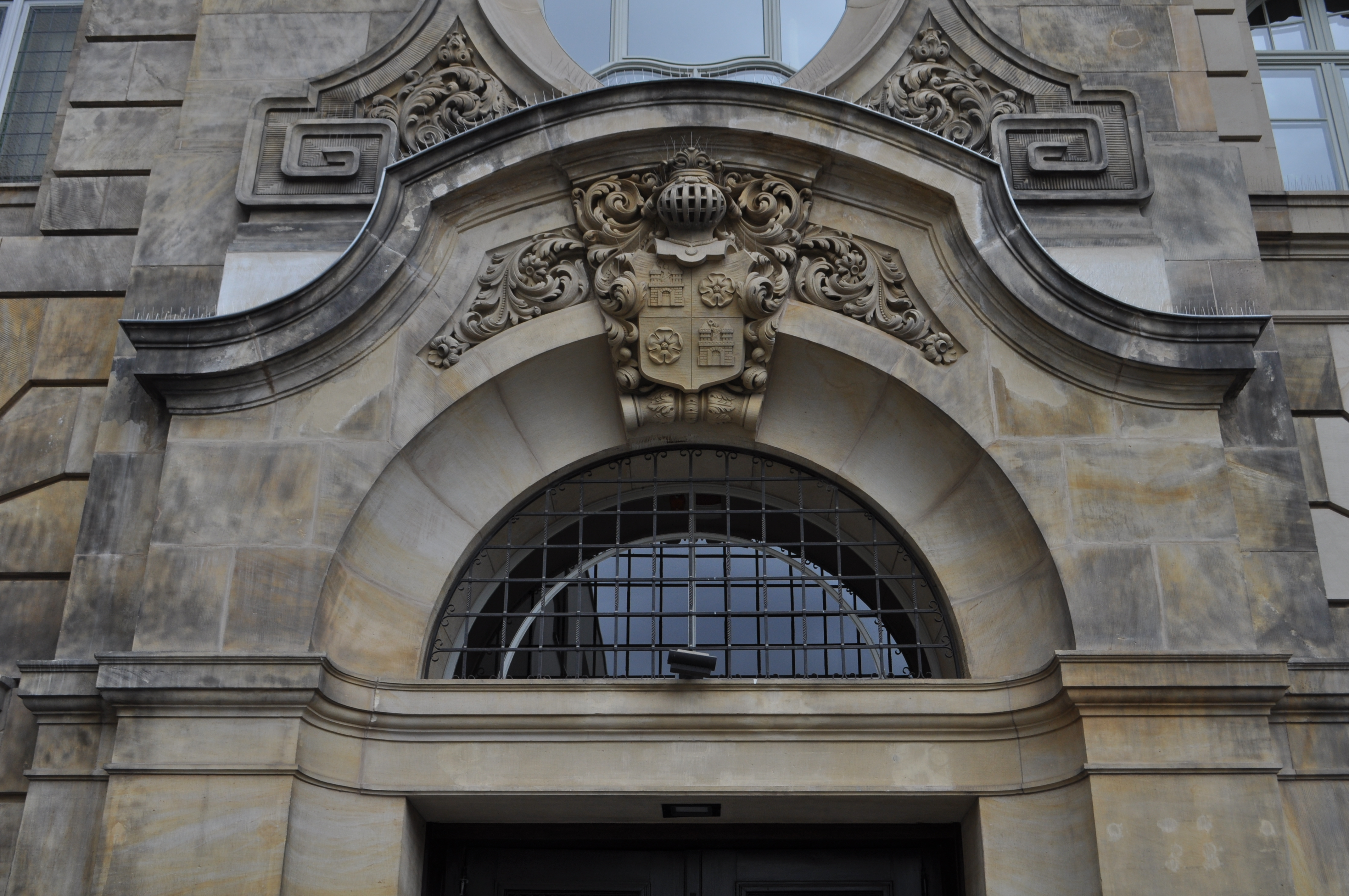
Großes Wappen der Stadt Magdeburg über dem Eingang, 2013

Der sehr repräsentative, viergeschossige Bau geht auf einen Entwurf des Stadtbauinspektors Wilhelm Berner zurück. Die Gestaltung erfolgte im Stil des Neobarocks und orientierte sich an den Formen der Magdeburger Barockarchitektur. Auch Elemente des Jugendstils wurden eingesetzt. Verkleidet wurde das Haus mit schlesischem Sandstein. Die aus zusammenhängenden massiven Sandsteinelementen gebildete selbst tragende Schmuckfassade gilt als in Nordeuropa einzigartig. Die zum Platz ausgerichtete Südseite des Werksteingebäudes wird auf der rechten Seite des Fassade von einem üppig dekoriertem Schweifgiebel überspannt in dessen Zentrum das Magdeburger Wappen und darunter die Inschrift ERBAUT 1906 abgebildet ist. Links dieses dreiachsigen Gebäudeteils befindet sich ein etwas zurückgesetzter Seitentrakt, der von einem Treppenturm dominiert wird. An den beiden unteren Geschossen befindet sich eine Rustizierung, während die oberen Geschosse von kolossalen Pilastern gegliedert werden. Oberhalb des Haupteingangs befindet sich am Schlussstein das geviertete Wappen Magdeburgs. Das sogenannte Große Wappen zeigt neben dem üblichen Wappen der Stadt über Kreuz auch jeweils eine Rose.
Bedeckt ist der Bau mit großen Mansarddächern. Im Erdgeschoss befand sich ursprünglich eine große Schalterhalle, die später bis Anfang der 1990er Jahre als Kantine genutzt wurde. Im Treppenhaus sind schmiedeeiserne Geländer erhalten. Ursprünglich waren das Vestibül und auch das Haupttreppenhaus mit Marmor verkleidet. Die große Schalterhalle im Erdgeschoss wurde neben diversen Fenstern auch von drei Oberlichtern beleuchtet.

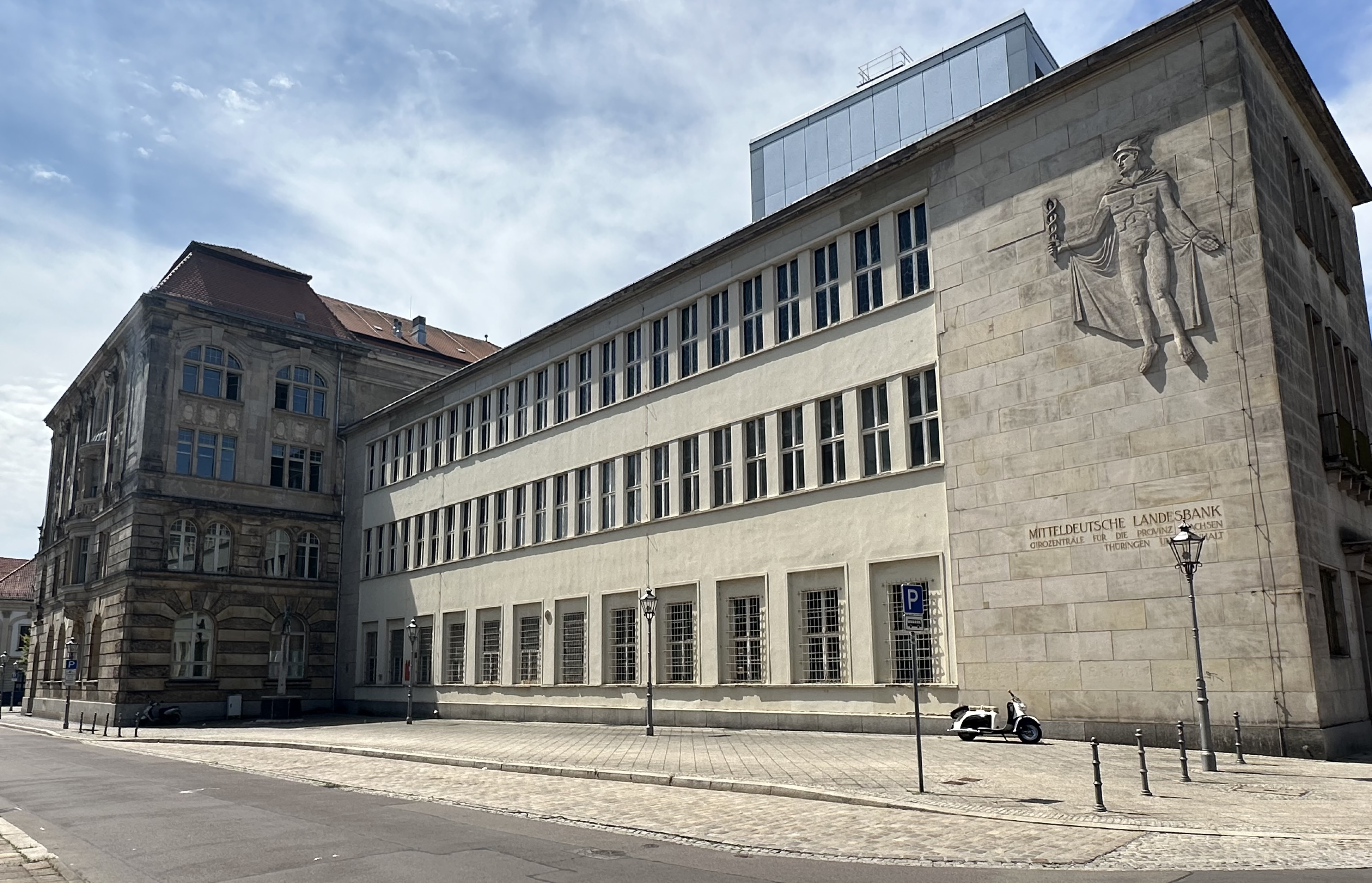
Ostseite des Nordflügels, 2024

An der Rückseite wurde zwischen 1936 und 1938 nach Norden ein weiterer Gebäudeflügel angefügt, der das südöstliche Ende der historischen Apfelstraße überbaute. Der Erweiterungsbau nach einem Entwurf des Architekten Paul Schaeffer-Heyrothsberge ist dreigeschossig ausgeführt und verfügt über Fensterbänder. Wie beim Haupthaus, das zugleich umgebaut wurde, kam als Baumaterial schlesischer Sandstein zur Anwendung. Die schmale nördliche Seite des Flügels ist repräsentativ im Stil des Neoklassizismus gestaltet. An der Ostseite ist ein monumentales, von Richard Horn geschaffenes, den Gott Merkur darstellendes Flachrelief angeordnet. Es zeigt Hermes nackt, schwebend mit Heroldsstab und Flügelhelm. Darunter befindet sich die Inschrift MITTELDEUTSCHE LANDESBANK GIROZENTRALE FÜR DIE PROVINZ SACHSEN THÜRINGEN UND ANHALT. Außerdem wurde in die Ostseite das historische Hauszeichen des Brauhauses Zum goldenen Apfel eingefügt. Der Bereich dieses Gebäudes wurde im Zuge des Erweiterungsbaus überbaut. Bedeckt ist der Flügel heute mit einem Flachdach. Ursprünglich bestand ein 1945 jedoch zerstörtes Satteldach mit Ziegeleindeckung. Im Inneren ist die Raumaufteilung des Nordflügels einhüftig angelegt. Die Büros befinden sich auf einer Seite des seitlichen Flurs. Im Keller wurden Luftschutzräume angelegt. Außerdem befanden sich dort Fahrradunterstände und Kleiderablagen, die von der Gartenseite im Westen aus zugänglich waren.
Oberhalb der zur Apfelstraße führenden Tür waren ursprünglich die wichtigsten Magdeburger Wirtschaftszweige darstellende, schmiedeeiserne Ornamente angebracht. Ein Merkurstab stellte den Handel, ein Dreizack die Schifffahrt, ein Hammer Industrie und Handwerk und vier Ähren die Landwirtschaft dar, während ein Bienenkorb für den Fließ stand. Im Eingang selbst befand sich ein von Paul Thol geschaffenes Wandbild, dass die Geschichte der Apfelstraße thematisierte. Ornamente und Wandbild wurden im Zweiten Weltkrieg zerstört.
Im Denkmalverzeichnis des Landes Sachsen-Anhalt ist das Gebäude als Bankgebäude unter der Erfassungsnummer 094 17411 als Baudenkmal verzeichnet.
Das Hauptgebäude gilt in seiner Funktion als nördliche Begrenzung des Platzes als prägend für das Straßenbild und wichtig für das Ensemble der hier erhaltenen historischen Gebäude Altes Rathaus und Logengebäude. Der jüngere Nordflügel ist architektonisch als Verbindung des sachlich-funktionalen Stils und des monumentalen Neoklassizismus bemerkenswert und eines von nur wenigen Beispielen der Verwaltungsarchitektur in der Zeit der nationalsozialistischen Gewaltherrschaft in Magdeburg.